# موزه آلتس
موزه آلتس (آلمانی: Altes Museum) موزه‌ای در جزیره موزه در برلین آلمان است. پس از بازسازی‌هایی که در سال‌ها ۲۰۱۰–۲۰۱۱ در آن صورت گرفت این موزه میزبان کلکسیون عتیقه‌های موزه دولتی برلین است.
بنای موزه را معمار آلمانی کارل فریدریش شینکل بین سال‌های ۱۸۲۳ تا ۱۸۳۰ در سبک نوکلاسیسیسم ساخت تا میزبان کلکسیون هنری خانواده سلطنتی پادشاهی پروس باشد. این بنای تاریخی و حفاظت‌شده یکی از شاخص‌ترین بناهای سبک نوکلاسیسیسم و نقطهٔ اوج آثار شینکل است. تا سال ۱۸۴۵ نام آن موزهٔ سلطنتی (Königliches Museum) بود. در سال ۱۹۹۹ نام آن در فهرست میراث جهانی یونسکو ثبت شد.